# Ієронім Язловецький
Язловецький Ієронім, чи Геронім гербу Абданк (пол. Hieronim Jazłowiecki; 1570 — початок 1607) — польський шляхтич, воєначальник, урядник Королівства Польського Речі Посполитої.

## Біографія
Народився 1570 року. Наймолодший син гетьмана великого коронного Єжи (Юрія) Язловецького і його дружини Ельжбети з Тарлів.
Батько послав його навчатись за кордон 1585 p. Виїхав туди під опікою львівського каноніка і пробоща рогатинського Перліцького, 27 вересня записався навчатися до університету в Інґольштадті в Баварії), де перейшов з кальвінізму на католицький обряд, ставши фанатично віруючим. Після повернення з навчання розпочав військову службу серед постійних боїв з кримськими татарами, волохами, османами (під Агрою в Угорщині), у яких пройшла більша частина його доволі короткого життя. Про нього писали, що битви для нього іграшка, табір є домом, кінь — сидінням, панцир — одягом, танці з татарами — забавою.
1597 р. був послом на сейм від Подільського воєводства. Як і батько, ходив походом на Очаків.
Мав конфлікти:
- з Потоцькими (1598 року здійснив збройний напад на Городок, який належав Яну, Анджею, Якубу, Стефану Потоцьким — прийомним внукам тітки Друзяни Потоцької. Вважався таким, що зможе краще ним розпоряджатись. Напад був відбитий, справу було полагоджено.[3])
- Станіславом Стадницьким — «Дияволом» з Ланьцута (старостою зигвульським, рокошашином); написав 24 червня 1606 р. листа йому, в якому відраджував рокош. Під час листування образив останнього, через що той назвав Єр. Язловецького пияком, пригадав життя його батька Єжи. Листування могло призвести до внутрішіх чвар між шляхтою Русі (не сталось через передчасну смерть хворобливого Єр. Язловецького).
- Костянтином Корняктом 1601 р. — через надання останньому шляхетства королем Сиґізмундом ІІ Авґустом (був боржником останнього, за що віддав Сосницю у Перемиській землі; намагався добитись конфіскації майна К. Корнякта).

1605 р.: став воєводою подільським; під час перебування в гостях у руського воєводи Станіслава Ґульського в Підгайцях мав конфлікт з Войцехом Копичинським, наслав на нього своїх придворних, які напали і вбили його.
Був старостою сокальським, червоногородським (правдоподібно, отримав після смерті брата Миколая). 1606 р. під час антикоролівського заколоту (рокошу) шляхти під керівництвом Миколая Зебжидовського виступив на стороні Сиґізмунда ІІІ Вази. Їздив з дипломатичними місіями до Османської імперії, брав участь у роботі Сейму, Коронного трибуналу.
Продовжив розбудову Язловецького замку, розпочату батьком. Прибудував велику півкруглу бастею зі сторони міста, звів на дитинці нові житлові будинки, каплицю.
Перед смертю сприяв відновленню костелу, записав фундуш для домініканського монастиря в Язловці. Помер на початку 1607 року. Був похований у костелі домініканців у Язловці, що стоїть біля підніжжя замку.

### Шлюб

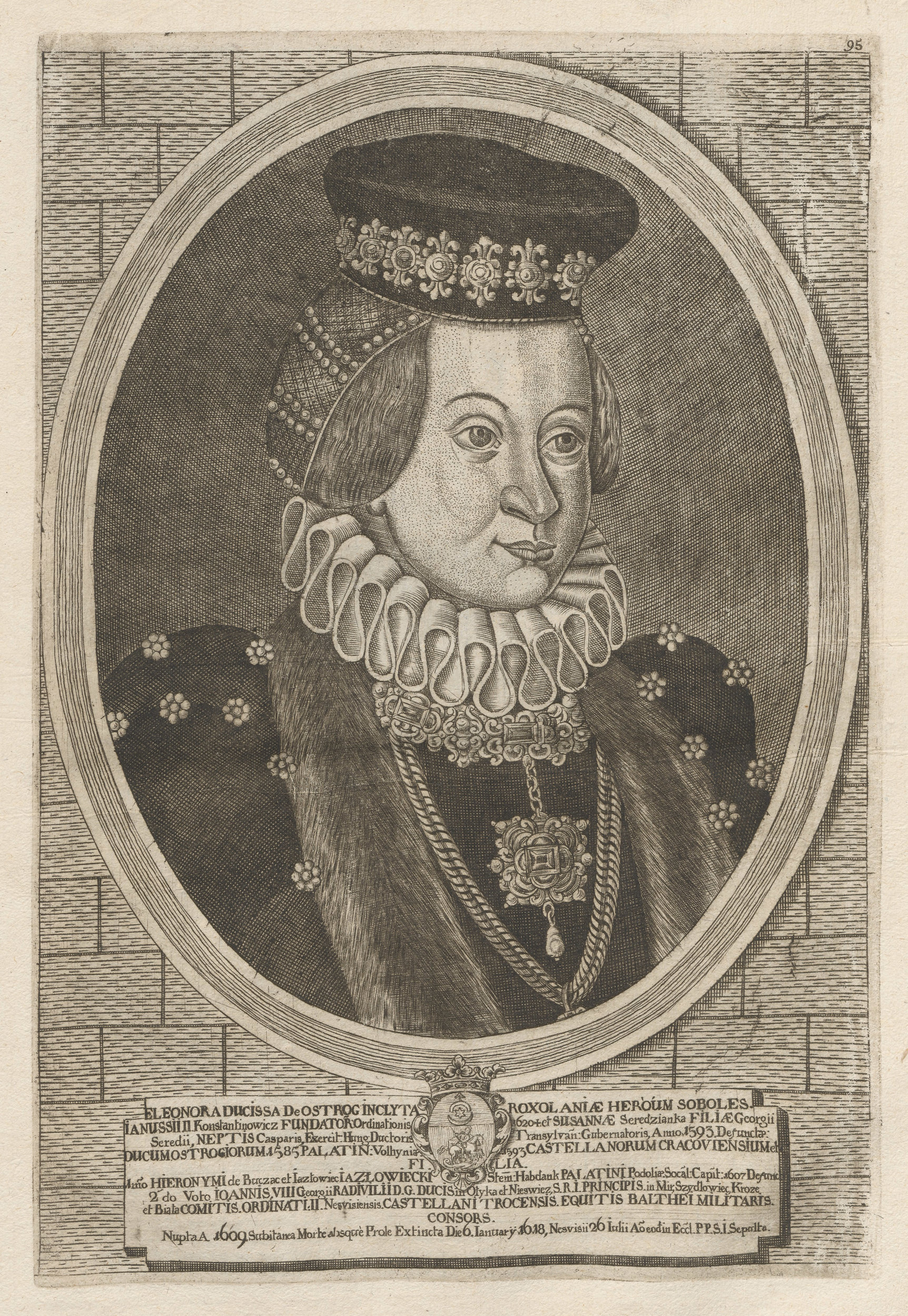
Елеонора Острозька

Був одружений з княжною Елеонорою Острозькою (1582 — 1618) — донькою воєводи волинського, каштеляна краківського Януша (Івана) Острозького. Шлюб виявився бездітним. Близько 1609 р. Елеонора вийшла заміж вдруге за Івана-Юрія Радзивілла (1588—1625) — внука Миколая Кшиштофа Радзивілла «Чорного». 
Оскар Кольберг у праці «Ruś Czerwona» стверджував, що дружина Єроніма, мовляв, пребуваючи біля вікна у замку, випустила з рук сина, який впав на бруківку та загинув. З розпачі вона кинулась у криницю на дитинці замку. На Єронімі вигасла чоловіча лінія роду Язловецьких.

### Маєтності
Був власником цілого маєтку роду. По його смерті дідичкою його маєтків була сестра Ядвіґа Белжецька (померла 1641 року; крім Язловця з приналежними селами входили 9 великих «ключів»: кошилівський, товстенський, королівський, городоцький, чернелицький, бедрихівський, білецький, мишківський, капустинський). Акт поділу його спадку був підтверджений у 1622 році. Також володів (посідав) селом Рожнів.